# Curienne
Curienne település Franciaországban, Savoie megyében. Lakosainak száma 693 fő (2022. január 1.). Curienne Barby, Challes-les-Eaux, Chignin, Puygros, Saint-Jean-d’Arvey, Saint-Jeoire-Prieuré és La Thuile községekkel határos.

## Népesség
A település népességének változása:
| Lakosok száma | 669  | 676  | 701  | 682  | 685  | 678  | 671  | 682  | 693  |
|               | 2013 | 2015 | 2016 | 2017 | 2018 | 2019 | 2020 | 2021 | 2022 |